# Italienische Badmintonmeisterschaft 2018
Die Italienische Badmintonmeisterschaft 2018 fand vom 11. bis zum 13. Mai 2018 in Mailand statt.

## Medaillengewinner
| Disziplin    | Gold                                | Silber                          | Bronze                         |
| ------------ | ----------------------------------- | ------------------------------- | ------------------------------ |
| Herreneinzel | Rosario Maddaloni                   | Giovanni Greco                  | Enrico Baroni                  |
| Herreneinzel | Rosario Maddaloni                   | Giovanni Greco                  | Lukas Osele                    |
| Dameneinzel  | Katharina Fink                      | Judith Mair                     | Lisa Sagmeister                |
| Dameneinzel  | Katharina Fink                      | Judith Mair                     | Xandra Stelling                |
| Herrendoppel | Lukas Osele Kevin Strobl            | Gianmarco Bailetti David Salutt | Fabio Caponio Giovanni Toti    |
| Herrendoppel | Lukas Osele Kevin Strobl            | Gianmarco Bailetti David Salutt | Lorenzo Reggiardo Tonni Zhou   |
| Damendoppel  | Silvia Garino Lisa Schack Iversen   | Katharina Fink Yasmine Hamza    | Martina Corsini Chiara Passeri |
| Damendoppel  | Silvia Garino Lisa Schack Iversen   | Katharina Fink Yasmine Hamza    | Hanna Innerhofer Hannah Mair   |
| Mixed        | Rosario Maddaloni Jeanine Cicognini | Lukas Osele Lisa Schack Iversen | Giovanni Toti Martina Corsini  |
| Mixed        | Rosario Maddaloni Jeanine Cicognini | Lukas Osele Lisa Schack Iversen | David Salutt Hannah Mair       |